# Паттинсон, Майкл
Майкл Паттинсон (англ. Michael Pattinson; 1957) — австралийский режиссёр, снявший более 40 фильмов и телешоу с 1980 года. В 1987 году, вместе с Брюсом Майлзом, он стал сорежиссёром фильма Уровень ноль, который был включён в конкурсную программу 38-го Берлинского международного кинофестиваля.

## Фильмы и сериалы
- The Young Doctors[англ.] (1980)
- Узник[англ.] (1980)
- Переезд[англ.] (1983)
- Уличный герой[англ.] (1984)
- Winners[англ.] (1 эпизод) (1985)
- Уровень ноль[англ.] (1987)
- Wendy Cracked a Walnut[англ.] (1990)
- Секреты[англ.] (1992)
- Последняя пуля (1995)
- Виртуальный кошмар (2000)
- Затерянный мир (9 эпизодов) (1999—2002)
- На краю Вселенной (1 эпизод) (2002)
- Повелитель зверей (4 эпизода) (2000—2002)
- Непокорная (3 эпизода) (2007)
- Отдел убийств (2 эпизода) (2009)
- На грани[англ.] (2 эпизода) (2009—2010)